# La Chapelle-Heulin
La Chapelle-Heulin – miejscowość i gmina we Francji, w regionie Kraj Loary, w departamencie Loara Atlantycka.
Według danych na rok 2010 gminę zamieszkiwało 3045 osób, a gęstość zaludnienia wynosiła 225 osób/km².